# 鐳射企業
鐳射企業有限公司（英語：Panorama Corporation Limited，港交所除牌時8173.HK），簡稱鐳射企業，在1991年，由馮懿卿（又名馮意清）和妻子梁少娟於香港（總部）創立。
現時主要業務在全球經營製作和發行經典電影、體育節目、紀錄片、兒童節目或是成人節目，包括《千杯不醉》、《性上癮》、《祖孽》、《原子殺姬》、《麥兜電視及電影系列》等。
當時在2002年5月9日於港交所創業板上市。當時配售價為0.33港元，配售股份為1億股，集資額為3300萬港元，當時是以「鐳射國際控股有限公司」和「智庫媒體集團(控股)有限公司」名義上市。
但在2009年9月15日，已被現時寰亞礦業有限公司以100港元出售，原因是根據2009年7月22日通告資料，內容提及有關非法下載、票房收益不成正比等問題。另外，在2009年6月23日，也把旗下DATEWELL GROUP和CPE PROGRAM DISTRIBUTION LIMITED出售，同樣以100港元出售。
2017年1月10日，HMV數碼中國集團宣佈成功以31,500,000港元（配發43,448,275股）收購鐳射企業70%股權，主要業務包括擁有金球獎得獎電影《星聲夢裡人》的香港發行版權。

## 外部連結
- 官方网站